# شریدان اسمیت
شریدان اسمیت (انگلیسی: Sheridan Smith؛ زادهٔ ۲۵ ژوئن ۱۹۸۱) خواننده و بازیگر اهل بریتانیا است.
از فیلم‌ها یا برنامه‌های تلویزیونی که وی در آن نقش داشته‌است می‌توان به ترسی شگفت از همه‌چیز، کوارتت، هیستری، مجتمع مسکونی، و شکارچی: جنگ زمستان اشاره کرد.
وی همچنین برندهٔ جوایزی همچون جایزه لارنس الیویه شده‌است.